# Antischism
Gli Antischism erano un gruppo crust punk/anarcho punk statunitense, proveniente dalla Carolina del Sud. I componenti del gruppo dopo lo scioglimento hanno costituito i gruppi Initial State e .Fuckingcom.

## Discografia
- 1988 - All Their Money Stinks of Death (7" EP, Manifest Soundworks)
- 1989 - End of Time (7" EP, Stereonucleosis)
- 1990 - Live in the Studio (Selfless/Steronucleosis)
- 1990 - Thinning the Herd (split LP dal vivo col gruppo Subvert, Mind Control)
- 1991 - Still Life (LP, Allied Recordings)
- 1992 - End of Time Plus One  (7" doppio EP, Selfless)
- 1995 - Discography (LP, Selfless)

## Formazione
- Lyz - voce
- Kevin - chitarra, voce
- Matt - basso, voce
- Scott - batteria, voce